# Amadeu de Clermont el Vell
|  | Per a altres significats, vegeu «Amadeu de Clermont el Jove». |

Amadeu de Clermont el Vell o Amadeu I de Clermont (Castell d'Hauterives, Delfinat, actual Val d'Isèra, segona meitat del segle xi - Abadia de Bonnevaux, Isèra, 1150), fou senyor d'Hauterives i pare de Sant Amadeu de Lausana. És venerat com a beat per l'Església catòlica.

## Biografia

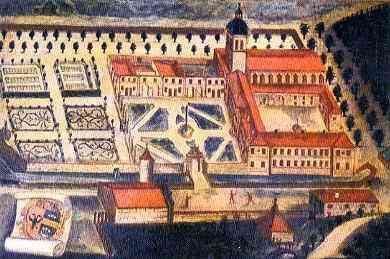
Abadia de Bonnevaux en 1750

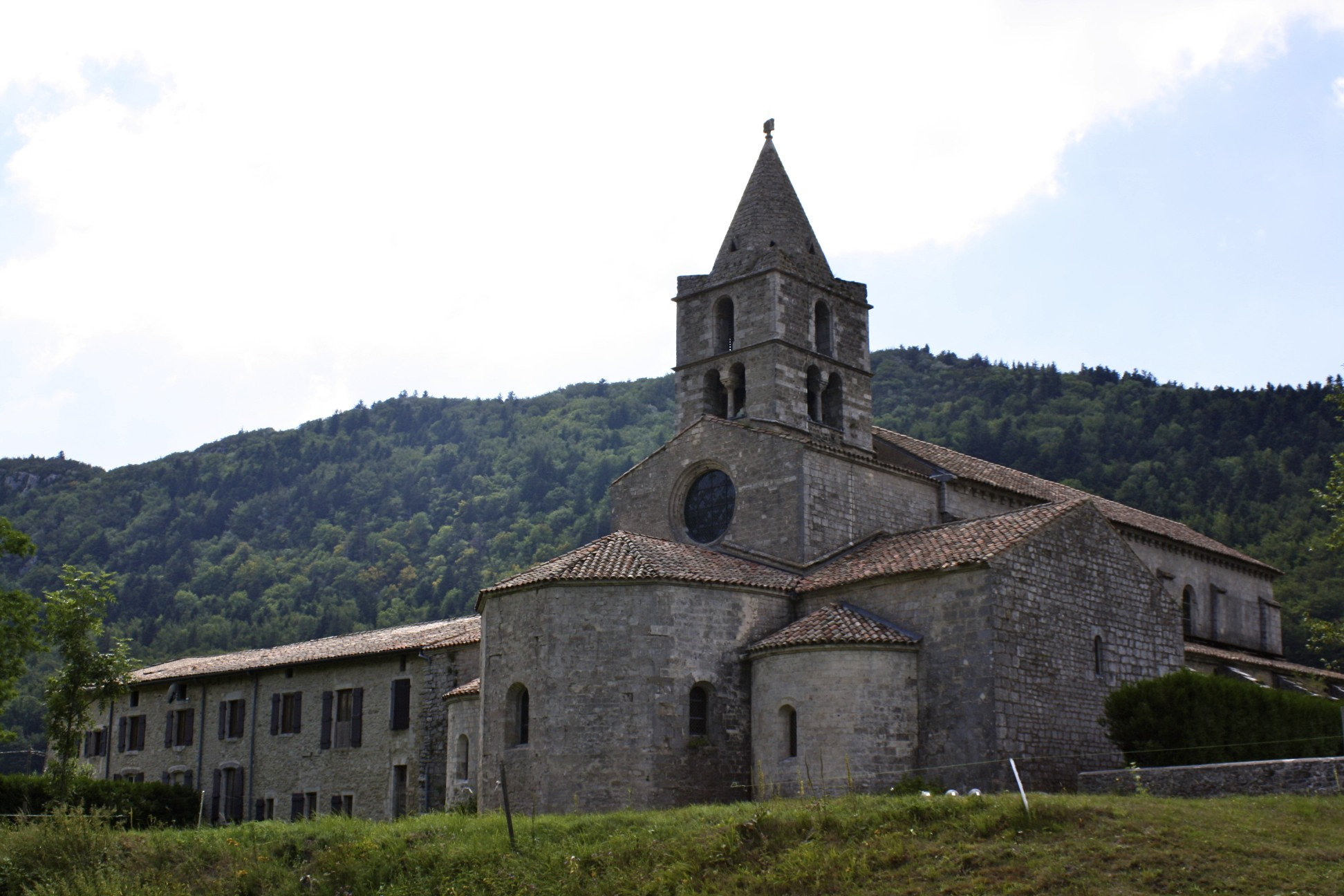
Abadia de Léoncel

Amadeu, de la família de Clermont-Tonnerre, era senyor d'Hauterives i de Charmes, nebot de Guigues I d'Albon i cosí de l'emperador Conrad III del Sacre Imperi Romanogermànic. Va casar-se amb Peronella de Borgonya, amb qui va tenir un fill (1110), el futur sant Amadeu de Lausana, i una filla. Molt devot, dedicava temps a la pregària i la meditació; en 1119 va decidir, amb setze cavallers, de retirar-se del món i fer-se monjo. La seva esposa també es retirà amb la seva filla al monestir de Laval-Bressieux.
Primer anà, amb aquests cavallers i el seu fill, al monestir de Bonnevaux (Isèra), sisena fundació cistercenca i sota l'abat Joan. Després d'un any de noviciat, hi feren la professió com a monjos, llevat del petit Amadeu, encara massa jove. El pare, però, veia que l'educació que rebia el seu fill no era tan completa com li havien dit, amb l'excusa que un monjo no havia de saber tant de ciències o lletres altres que les religioses. Decebut, anà llavors a l'abadia de Cluny, on els acollí l'abat Hug de Cluny que educaren millor el petit Amadeu, a Cluny i a la cort imperial.
Amadeu el Vell, però, trobava que Cluny oferia una vida massa regalada, i que l'esperit d'austeritat i pobresa original s'havia perdut (aquest allunyament del carisma fundacional va donar lloc a la recent fundació de l'Orde del Cister, molt més rigorós i auster): volent més rigor i austeritat, tornà sol a Bonnevaux, hi feu penitència i hi visqué la resta de la vida. Fou un model d'humilitat i vida ascètica. Fou enviat per fundar les abadies de Mazan, Montpeyroux (Puy-Guillaume, Alvèrnia), de Tamié (Albertville, Savoia) i de Léoncel (Droma, Roine-Alps). Morí el 14 de gener de 1150 a Bonnevaux. Fou sebollit al cementiri de l'abadia, i portat després a l'església.